# Sân bay quốc tế Hồng Kông
Sân bay Quốc tế Hồng Kông (tiếng Anh: Hong Kong International Airport; IATA: HKG, ICAO: VHHH; tiếng Hoa: 香港國際機場, pinyin: Xiānggǎng Guójì Jīchǎng), hay còn gọi là Sân bay Xích Liệp Giác là sân bay dân dụng chính thức và duy nhất của Đặc khu hành chính Hồng Kông, Cộng hòa Nhân dân Trung Hoa tính đến hiện tại. Đây là một trong những sân bay lớn nhất châu Á và cả thế giới còn là cửa ngõ của Đông Á và Đông Nam Á.
Trên đảo Xích Liệp Giác (Chek Lap Kok), sân bay Hồng Kông được xây dựng bằng cách san bằng một quả núi rồi dùng số đất đá đó lắp thêm, lấn ra biển để mở rộng diện tích đất bằng phẳng. Số lượng người thông qua Sân bay Hồng Kông đạt 40 triệu hành khách và 3 triệu tấn hàng hóa vào năm 2005 cùng hơn 210.112 lượt cất cánh và hạ cánh. Trong nhiều năm, hành khách khắp nơi trên thế giới đã chọn Sân bay Hồng Kông là "Sân bay tốt nhất thế giới" theo thống kê của Skytrax. Năm 2006, địa vị số một của Cảng Hàng không quốc tế Hồng Kông đã bị sân bay Changi của Singapore "soán ngôi".
Chi phí xây dựng sân bay này khoảng 20 tỷ USD trên diện tích hơn 12 km². Công trình xây dựng mất 6 năm mới khánh thành năm 1998. Công suất hiện tại của sân bay Hồng Kông là 45 triệu khách và 3 triệu tấn hàng hóa/năm. Năng suất dự tính theo kế hoạch là: 87 triệu khách trong và ngoài nước và 9 triệu tấn hàng hóa quốc tế/năm.
HKIA cũng đang điều hành ga hành khách lớn (lớn nhất thế giới khi mở cửa năm 1998) và hoạt động 24 giờ/ngày. Sân bay này được điều hành bởi Cơ quan vận hành Sân bay quốc tế Hồng Kông và là trung tâm chính của Cathay Pacific, Cathay Dragon, Hong Kong Express Airways, Hong Kong Airlines, và Air Hong Kong (DHL) (vận chuyển hàng hoá). Sân bay này là là một trong những trung tâm của liên minh hàng không Oneworld, cũng là một trong những trung tâm hàng hóa ở Châu Á - Thái Bình Dương cho UPS Airlines. Sân bay này là một điểm đến hữu ích cho nhiều hãng hàng không, bao gồm cả China Airlines, China Eastern Airlines. Riêng Singapore Airlines, Ethiopian Airlines, Virgin Atlantic và Air India sử dụng sân bay này làm điểm đến cho các chuyến bay đường dài.
Hiện có hơn 90 hãng hàng trong và ngoài Hong Kong hoạt động với hơn 150 thành phố trên khắp thế giới. Năm 2013, sân bay xếp thứ 11 trong danh sách các sân bay bận rộn nhất thế giới, với 59,9 triệu lượt khách thông qua, xếp thứ nhất thế giới về lượng hàng hóa với hơn 4 triệu tấn hàng, vượt cả sân bay quốc tế Memphis. HKIA cũng là sự đóng góp quan trọng cho nền kinh tế Hong Kong, với hơn 60.000 người làm việc tại sân bay này.

## Lịch sử
Sân bay được xây trên một hòn đảo nhân tạo lớn, qua việc san lấp nối liền hai đảo là Chek Lap Kok và Lam Chau. Hai đảo ban đầu chiếm khoảng 25% diện tích sân bay hiện tại (12.55 km²). Sân bay nối liền với mặt phía bắc của đảo Lantau (giữa đảo) gần làng Tung Chung, và đã được mở rộng thành khu phố mới. Lượng đất san lấp cho sân bay làm tăng thêm diện tích sân bay khoảng 1%. Sân bay này thay thế sân bay cũ là Sân bay Kai Tak, tọa lạc ở khu vực thành phố Kowloon với một đường băng thuộc vịnh Kowloon gần với khu vực nội ô. Công việc xây dựng sân bay mới chỉ là một phần trong một kế hoạch tổng thể xây dựng các hải cảng và cảng hàng không mà sân bay quốc tế Hồng Kông là dự án chính (Airport Core Programme), bên cạnh đó còn có các công trình xây dựng đường và đường tàu điện nối với sân bay gồm các cầu, các đường hầm và các dự án san lấp trên đảo Hong Kong và đảo Kowloon. Đây là dự án tốn kém nhất được sách kỷ lục thể giới ghi nhận. Công trình sân bay này được bầu chọn là một trong 10 thành tựu xây dựng của thế kỷ 20 tại hội nghị ConExpo năm 1999.

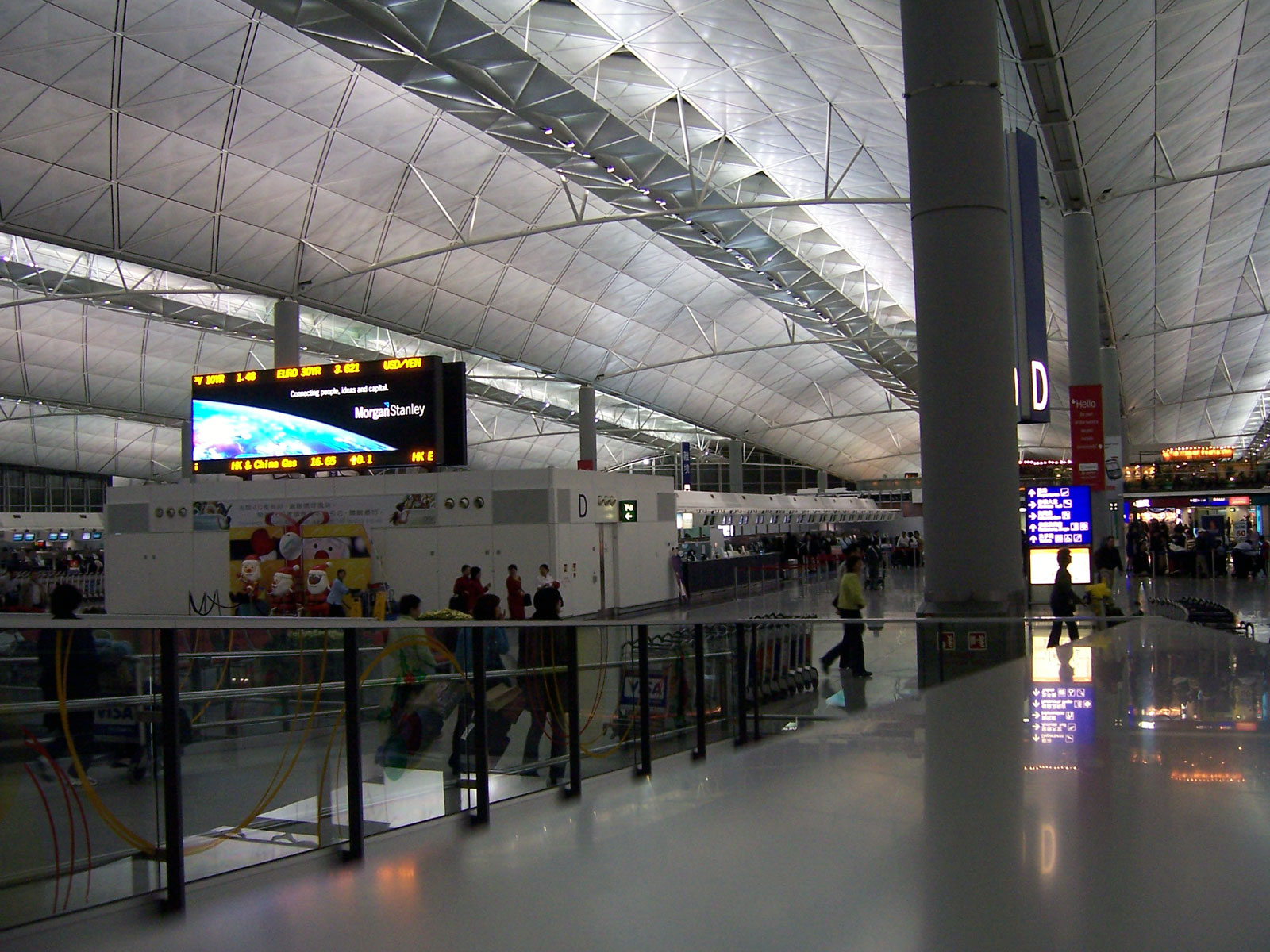
Bên trong sân bay quốc tế Hồng Kông

Sau 6 năm xây dựng, tốn 20 tỷ USD, sân bay này mở cửa vào ngày 6 tháng 7 năm 1998, sau sân bay quốc tế Kuala Lumpur một tuần. Chuyến bay CX889 của hãng hàng không Cathay Pacific là chuyến bay thương mại đầu tiên đáp xuống sân bay lúc 6:25 sáng. Công trình được thiết kế bởi Foster và Partners. Sau 3 - 5 tháng bắt đầu đưa vào hoạt động, sân bay đã gặp một số vấn đề về kỹ thuật, cơ học và dẫn đến làm hỏng hầu hết sân bay. Lỗi hệ thống máy tính (computer glitches) là nguyên nhân chính gây nên những vấn đề này. Ngay sau đó, nhà chức trách liền mở cửa nhà ga hàng hóa của sân bay Kai Tak để tiếp nhận các chuyến bay chở hàng hóa vì hư hỏng xảy ra tại ga hàng hóa của sân bay mới tên ST1, và 6 tháng sau đó sân bay mới trở lại hoạt động bình　thường. Nhà ga hành khách thứ 2 (T2), mở cửa chính thức vào tháng 6 năm 2007, được nối với đường cao tốc sân bay qua một sảnh mới. Nhà ga này cũng bao gồm khu phố mua sắm SkyPlaza, gồm các cửa hiệu và nhà hàng lớn cùng với khu giải trí. T2 bao gồm bến tàu nối với Trung Quốc lục địa và 56 quầy làm thủ tục tại sân bay.

## Nhà ga
Sân bay này có tổng cộng 70 cửa lên máy bay, với 63 cửa ra máy bay. Trong đó có 5 cửa có thể sử dụng Airbus A380. Singapore Airlines A380 hiện đang hoạt động từ Singapore đến Hồng Kông và sử dụng những cửa trên.

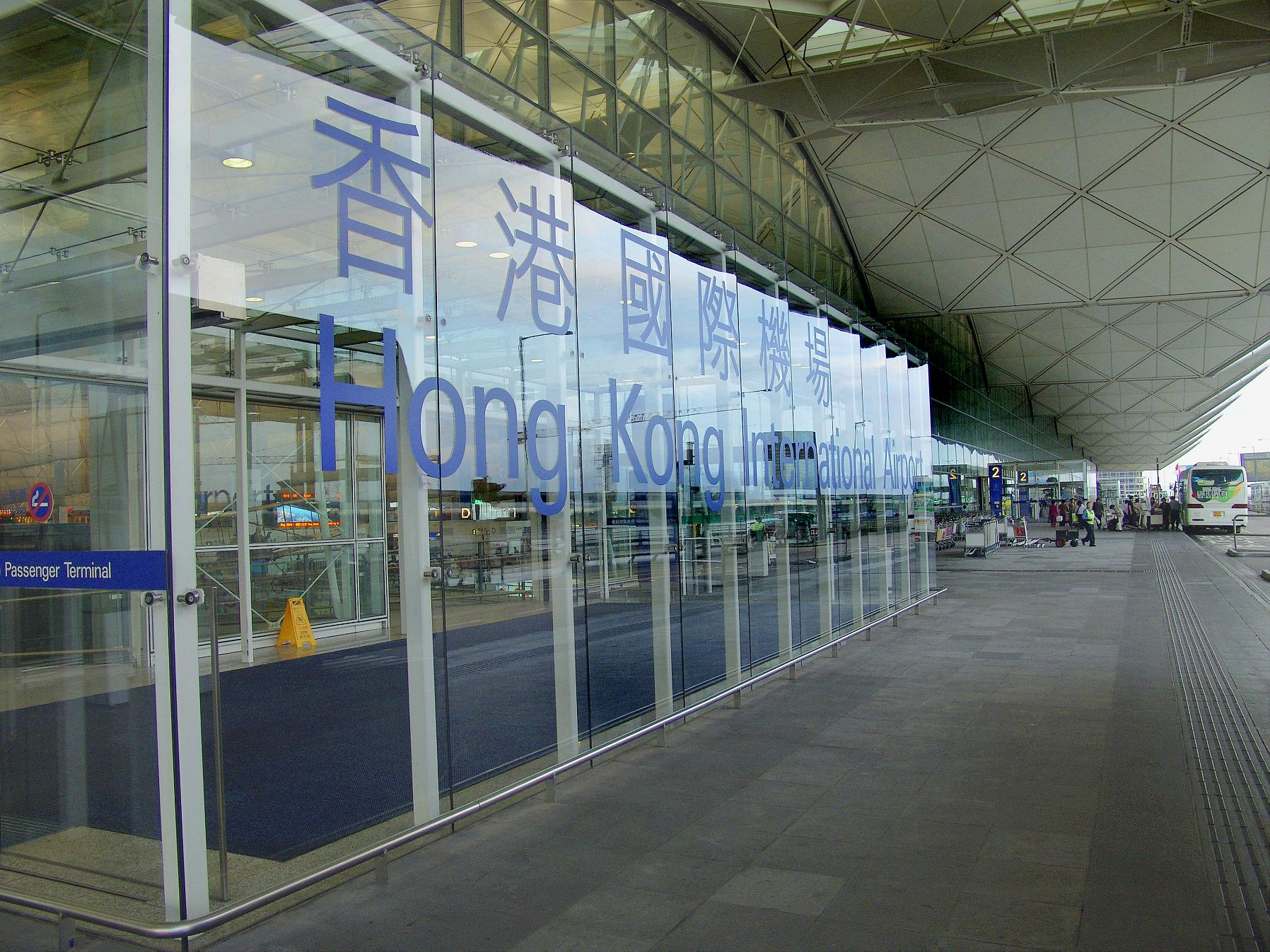
Terminal 1 nơi đi

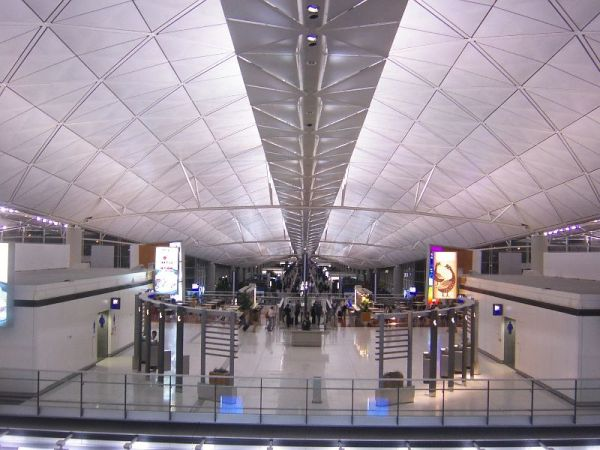
Terminal 1 vào ban đêm

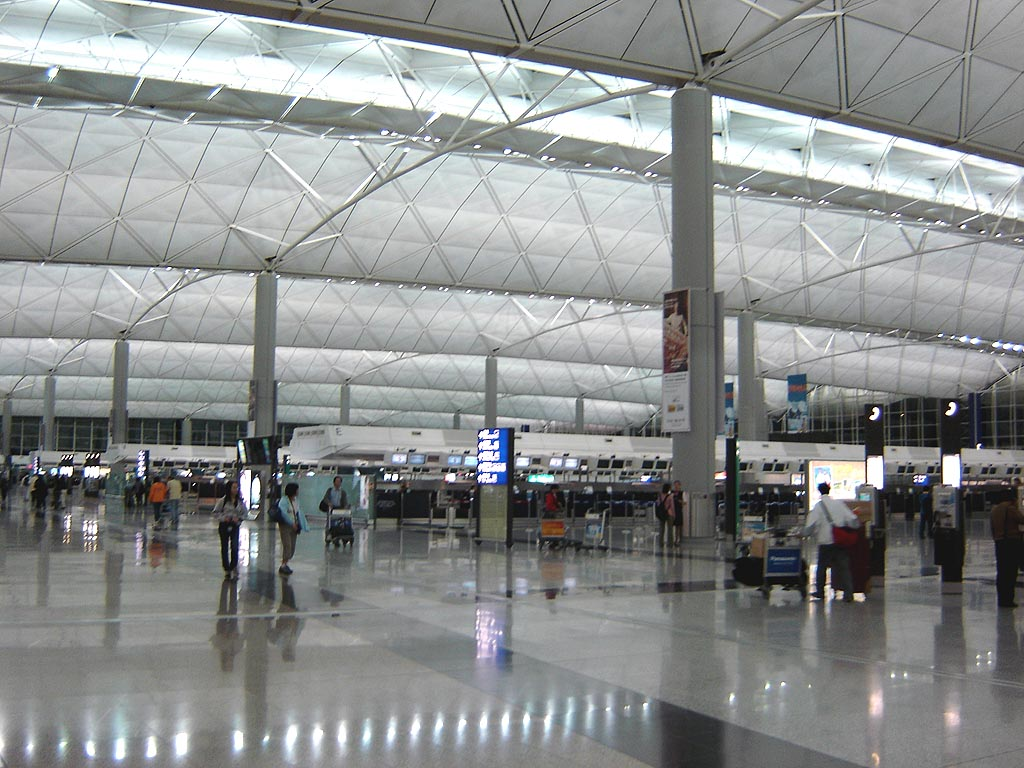
Terminal 1, lầu 6

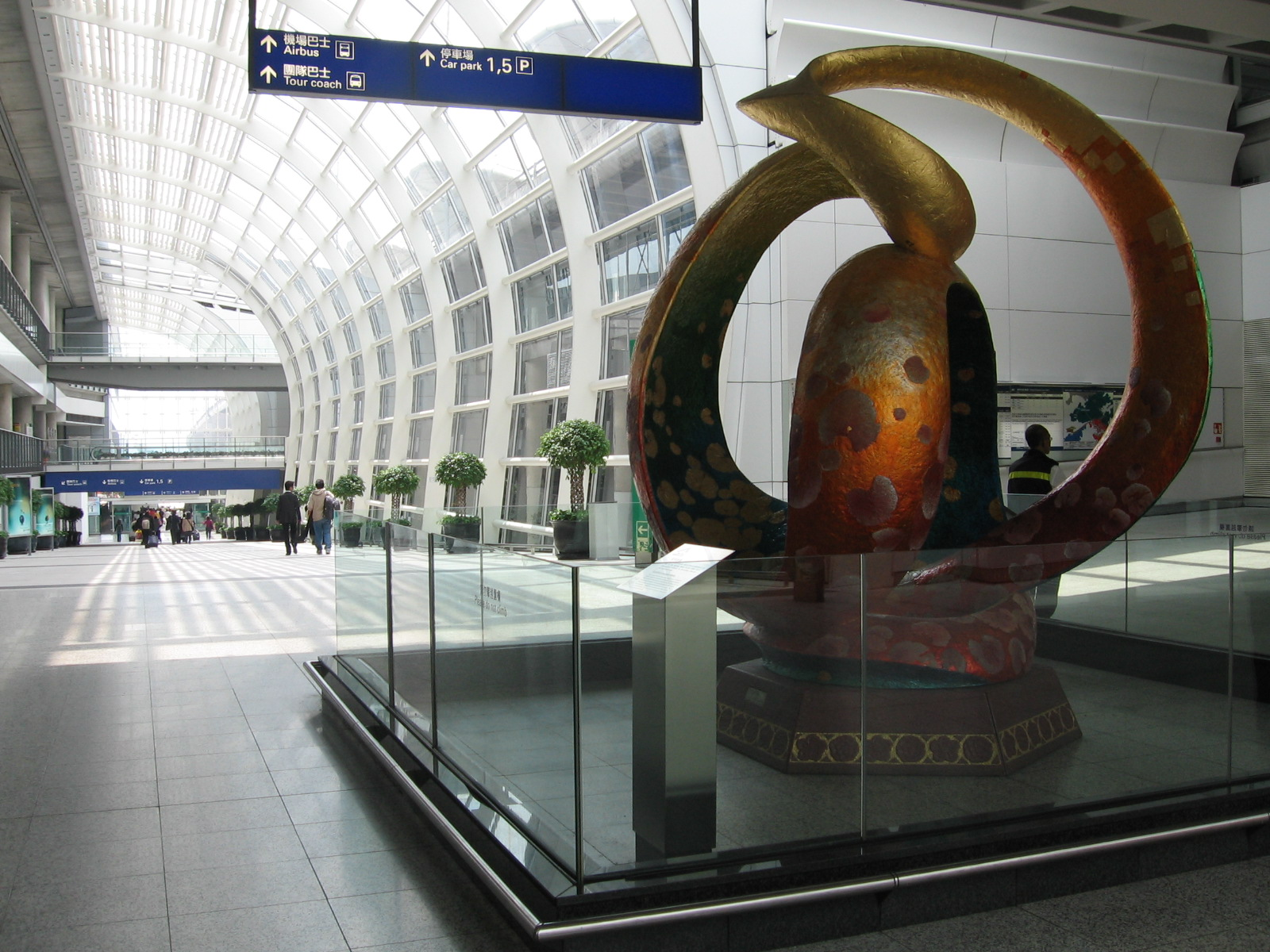
Lầu 5, nơi đến

Sân bay gồm 70 cửa, 63 hãng hàng không hoạt động và nhà ga có thể cùng lúc có năm máy bay Airbus A380.

### Terminal 1 (Nhà ga số 1)
Đây là nhà ga lớn thứ ba thế giới (570,000 m²), sau Terminal 3 Sân bay quốc tế Dubai (1,500,000 m²) và Terminal 3 Sân bay quốc tế Thủ đô Bắc Kinh (986,000 m²).
Lúc đầu, Terminal 1 là nhà ga hành khách sân bay lớn nhất xây dựng, với tổng diện tích sàn tổng 550.000 m². Nhưng sau một thời gian ngắn, sân bay bị Sân bay quốc tế Suvarnabhumi vượt qua (563,000 m²), khi mở cửa vào ngày 15 tháng chín 2006. Sau đó, phía Đông sân bay đã được mở rộng thêm 39.000 mở rộng để thêm SkyMart, một trung tâm mua sắm. Danh hiệu nhà ga lớn nhất thế giới của Terminal 1 cũng bị nhà ga 3 sân bay Bắc Kinh vượt qua khi hoàn thành vào ngày 29 Tháng 2 năm 2008.

### Terminal 2
Terminal 2, cùng với Skyplaza, mở cửa vào ngày 28 Tháng 2 2007.

## Hãng hàng không và điểm đến

### Hành khách

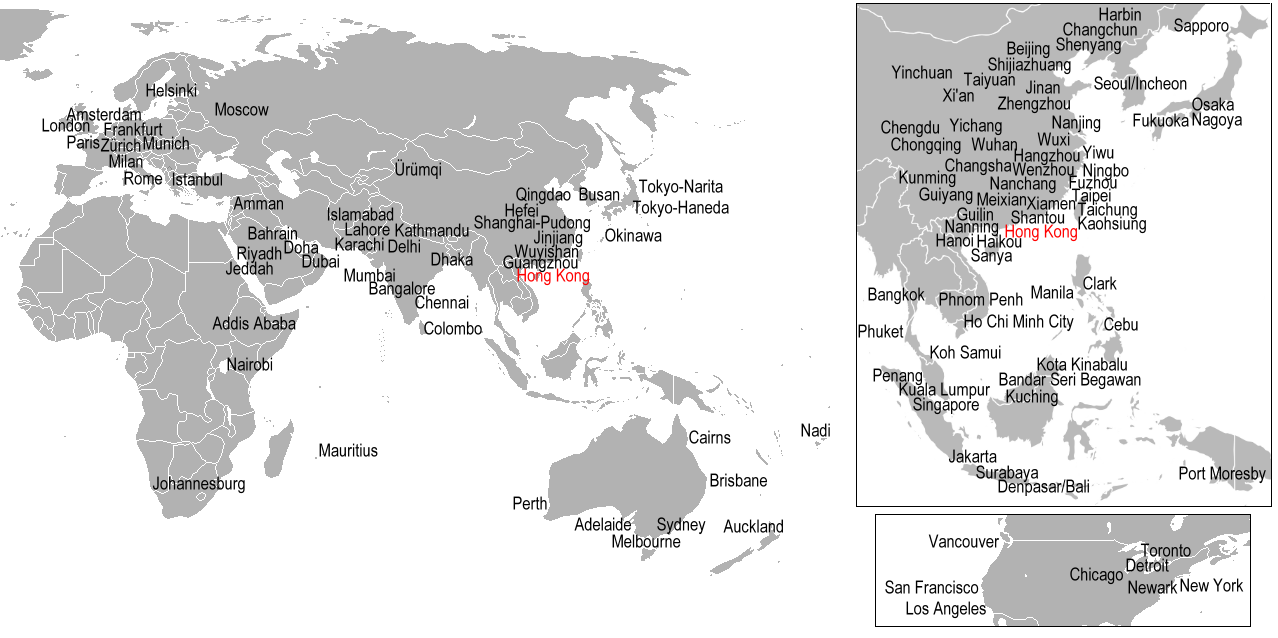
Các thành phố có tuyến bay thẳng với Hong Kong

| Hãng hàng không                           | Các điểm đến | Nhà ga |
| ----------------------------------------- | --- | ------ |
| Aeroflot                                  | Moscow-Sheremetyevo | 1      |
| Aeroflot vận hành bởi Aurora              | Vladivostok | 2      |
| AirAsia                                   | Kota Kinabalu, Kuala Lumpur | 2      |
| Air Astana                                | Almaty | 2      |
| Air Busan                                 | Busan | 2      |
| Air Canada                                | Toronto-Pearson, Vancouver | 1      |
| Air China                                 | Bắc Kinh-Thủ đô, Thành Đô, Trùng Khánh, Đại Liên, Ordos, Thiên Tân Theo mùa: Lhasa | 1      |
| Air France                                | Paris-Charles de Gaulle | 1      |
| Air India                                 | Delhi, Mumbai, Osaka-Kansai, Seoul-Incheon | 1      |
| Air Mauritius                             | Mauritius | 1      |
| Air New Zealand                           | Auckland | 1      |
| Air Niugini                               | Port Moresby | 1      |
| Air Seychelles                            | Abu Dhabi, Mahe | 1      |
| All Nippon Airways                        | Nagoya-Centrair, Osaka-Kansai, Sân bay quốc tế Tokyo-Haneda | 1      |
| All Nippon Airways vận hành bởi Air Japan | Tokyo-Narita | 1      |
| American Airlines                         | Dallas/Fort Worth | 1      |
| Asiana Airlines                           | Seoul-Incheon | 1      |
| Bangkok Airways                           | Koh Samui | 2      |
| Biman Bangladesh Airlines                 | Dhaka | 1      |
| British Airways                           | London-Heathrow | 1      |
| Cathay Pacific                            | Adelaide, Amsterdam, Auckland, Bahrain, Bangkok-Suvarnabhumi, Bắc Kinh-Thủ đô, Boston (bắt đầu từ ngày 2/5/2015), Brisbane, Cairns, Cebu, Chennai, Chicago-O'Hare, Colombo, Delhi, Denpasar/Bali, Doha, Dubai-International, Düsseldorf (bắt đầu từ ngày 1 tháng 9 năm 2015), Frankfurt, Fukuoka, Tp Hồ Chí Minh, Hyderabad, Jakarta-Soekarno-Hatta, Johannesburg, Kuala Lumpur, London-Heathrow, Los Angeles, Malé, Manchester, Manila, Melbourne, Milan-Malpensa, Moskva-Domodedovo, Mumbai, Nagoya-Centrair, New York-JFK, Newark, Osaka-Kansai, Paris-Charles de Gaulle, Perth, Riyadh, Rome-Fiumicino, San Francisco, Sapporo-Chitose, Seoul-Incheon, Thượng Hải-Phố Đông, Singapore, Surabaya, Sydney, Đài Bắc-Đào Viên, Tokyo-Haneda, Tokyo-Narita, Toronto-Pearson, Vancouver, Zürich (bay lại từ 29/3/2015) | 1      |
| Cebu Pacific                              | Cebu, Clark, Iloilo, Manila | 1      |
| China Airlines                            | Jakarta-Soekarno-Hatta, Cao Hùng, Đài Nam, Đài Bắc-Đào Viên | 1      |
| China Eastern Airlines                    | Bắc Hải, Thường Châu, Phúc Châu, Hàng Châu, Hợp Phì, Hoài An Tế Nam, Côn Minh, Lệ Giang, Nam Xương, Nam Kinh, Ninh Ba, Thượng Hải-Hồng Kiều, Thượng Hải-Phố Đông, Thái Nguyên, Vô Tích, Tây An, Yên Đài, Ngân Xuyên | 1      |
| China Southern Airlines                   | Bắc Kinh-Thủ đô, Yết Dương, Mai Huyện, Thẩm Dương, Vũ Hán, Trịnh Châu | 1      |
| City Airways                              | Bangkok-Don Mueang, Phuket | 2      |
| Delta Air Lines                           | Seattle/Tacoma | 1      |
| Cathay Dragon                             | Bangalore, Bắc Kinh-Thủ đô, Busan, Trường Sa, Thành Đô, Chiang Mai, Trùng Khánh, Clark, Đà Nẵng, Denpasar/Bali, Dhaka, Fukuoka, Phúc Châu, Quảng Châu, Guilin, Hải Khẩu, Hàng Châu, Hà Nội, Jeju, Cao Hùng, Kathmandu, Kolkata, Kota Kinabalu, Côn Minh, Manila, Naha, Nam Kinh, Ninh Ba, Penang, Phnom Penh, Phuket, Thanh Đảo, Tam Á, Thượng Hải-Hồng Kiều, Thượng Hải-Phố Đông, Siem Reap, Đài Trung, Đài Bắc-Đào Viên, Tokyo-Haneda (bắt đầu từ ngày 29 tháng 4 năm 2015), Ôn Châu, Vũ Hán, Tây An, Hạ Môn, Yangon, Trịnh Châu | 1      |
| Eastar Jet                                | Seoul-Incheon | 2      |
| El Al                                     | Tel Aviv-Ben Gurion | 1      |
| Emirates                                  | Bangkok-Suvarnabhumi, Dubai-International | 1      |
| Etihad Airways                            | Abu Dhabi (bắt đầu từ ngày 15 tháng 6 năm 2015) | 1      |
| Ethiopian Airlines                        | Addis Ababa, Seoul-Incheon | 1      |
| EVA Air                                   | Đài Bắc-Đào Viên | 1      |
| Fiji Airways                              | Nadi | 2      |
| Finnair                                   | Helsinki | 1      |
| Garuda Indonesia                          | Denpasar/Bali, Jakarta-Soekarno-Hatta | 1      |
| Hong Kong Airlines                        | Bangkok-Suvarnabhumi, Bắc Kinh-Thủ đô, Thành Đô, Trùng Khánh, Denpasar/Bali, Phúc Châu, Quế Lâm, Quý Dương, Hải Khẩu, Hàng Châu, Hà Nội, Cáp Nhĩ Tân, Tp Hồ Chí Minh, Hohhot, Kagoshima, Malé, Naha, Nam Kinh, Nam Ninh, Tam Á, Sapporo-Chitose, Thượng Hải-Hồng Kiều, Thượng Hải-Phố Đông, Đài Bắc-Đào Viên, Thái Nguyên, Thiên Tân, Hạ Môn, Từ Châu, Đà Nẵng | 1      |
| Hong Kong Express Airways                 | Busan, Chiang Mai, Đà Nẵng, Fukuoka, Jeju (bắt đầu từ ngày 27 tháng 6 năm 2015), Côn Minh, Nagoya-Centrair, Ninh Ba, Osaka-Kansai, Penang, Phuket, Seoul-Incheon, Siem Reap (bắt đầu từ ngày 1 tháng 10 năm 2015), Đài Trung, Tokyo-Haneda, Tokyo-Narita, Trịnh Châu | 2      |
| Hunnu Air                                 | Ulaanbaatar | 2      |
| Japan Airlines                            | sân bay quốc tế Tokyo-Haneda, Tokyo-Narita | 1      |
| Jeju Air                                  | Seoul-Incheon | 2      |
| Jetstar Asia Airways                      | Singapore | 2      |
| Jetstar Japan                             | Osaka-Kansai | 2      |
| Jet Airways                               | Delhi, Mumbai | 2      |
| Jin Air                                   | Seoul-Incheon | 2      |
| Juneyao Airlines                          | Thượng Hải-Phố Đông | 2      |
| Kenya Airways                             | Bangkok-Suvarnabhumi, Nairobi-Jomo Kenyatta | 1      |
| KLM                                       | Amsterdam | 1      |
| Korean Air                                | Busan, Seoul-Incheon | 1      |
| Lufthansa                                 | Frankfurt, Munich | 1      |
| Malaysia Airlines                         | Kota Kinabalu, Kuala Lumpur, Kuching | 1      |
| Mandarin Airlines                         | Đài Trung | 1      |
| Mega Maldives                             | Malé, Koror | 1      |
| MIAT Mongolian Airlines                   | Ulaanbaatar | 1      |
| Nepal Airlines                            | Kathmandu | 1      |
| Orient Thai Airlines                      | Bangkok-Suvarnabhumi | 1      |
| Peach                                     | Naha, Osaka-Kansai | 2      |
| Philippine Airlines                       | Manila | 2      |
| Qantas                                    | Brisbane, Melbourne, Sydney | 1      |
| Qatar Airways                             | Doha | 1      |
| Royal Brunei Airlines                     | Bandar Seri Begawan | 1      |
| Royal Jordanian                           | Amman-Queen Alia, Bangkok-Suvarnabhumi | 2      |
| S7 Airlines                               | Vladivostok Theo mùa: Irkutsk, Khabarovsk, Novosibirsk | 2      |
| Scandinavian Airlines                     | Stockholm-Arlanda (bắt đầu từ ngày 11 Tháng 9 năm 2015) | 1      |
| Scoot                                     | Singapore | 1      |
| Shanghai Airlines                         | Thượng Hải-Hồng Kiều | 1      |
| Shenzhen Airlines                         | Tuyền Châu, Thẩm Dương | 1      |
| Siam Air                                  | Bangkok-Don Mueang | 2      |
| Sichuan Airlines                          | Thành Đô, Nghi Xương, Trạm Giang | 1      |
| Singapore Airlines                        | San Francisco, Singapore | 1      |
| South African Airways                     | Johannesburg | 2      |
| Spring Airlines                           | Thượng Hải-Phố Đông, Thạch Gia Trang | 2      |
| SriLankan Airlines                        | Bangkok-Suvarnabhumi, Colombo | 1      |
| Swiss International Air Lines             | Zürich | 1      |
| Thai AirAsia                              | Bangkok-Don Mueang, Chiang Mai, Phuket | 2      |
| Thai Airways                              | Bangkok-Suvarnabhumi, Phuket, Seoul-Incheon | 1      |
| Tigerair                                  | Singapore | 2      |
| Tigerair Philippines                      | Clark | 2      |
| Transaero Airlines                        | Moscow-Domodedovo | 1      |
| Turkish Airlines                          | Istanbul-Atatürk | 1      |
| United Airlines                           | Chicago-O'Hare, Guam, Newark, San Francisco, Singapore | 1      |
| Vanilla Air                               | Tokyo-Narita | 1      |
| Vietnam Airlines                          | Hà Nội, Tp Hồ Chí Minh | 1      |
| Virgin Atlantic                           | London-Heathrow | 1      |
| Xiamen Airlines                           | Tuyền Châu, Vũ Di Sơn, Hạ Môn | 1      |

### Hàng hóa
| Hãng hàng không                            | Các điểm đến |
| ------------------------------------------ | --- |
| AeroLogic                                  | Ashgabat, Frankfurt |
| Air France Cargo                           | Bahrain, Dammam, Dubai-International, Jeddah, Kuwait, Paris-Charles de Gaulle |
| Air Hong Kong                              | Bangkok-Suvarnabhumi, Bắc Kinh-Thủ đô, Tp Hồ Chí Minh, Manila, Nagoya-Centrair, Osaka-Kansai, Penang, Seoul-Incheon, Thượng Hải-Phố Đông, Singapore, Đài Bắc-Đào Viên, Tokyo-Narita |
| AirBridgeCargo Airlines                    | Almaty, Amsterdam, Clark, Frankfurt, Krasnoyarsk, Moscow-Domodedovo, Moscow-Sheremetyevo, Moscow-Vnukovo, St. Petersburg, Yekaterinburg |
| ANA Cargo                                  | Nagoya-Centrair, Naha, Osaka-Kansai, Tokyo-Narita |
| Asiana Cargo                               | Seoul-Incheon |
| Atlas Air                                  | Abu Dhabi, Adana, Anchorage, Ault Field, Austin, Bagram, Baku, Chicago-O'Hare, Cincinnati, Ciudad del Este, Dover, Dubai-International, Căn cứ không quân Eielson, Fairfield, Guam, Hahn, Huntsville, Iwakuni, Kadena, Kagoshima, Kandahar, Karaganda, Kuwait, Lagos, Luxembourg, Mazar-i-Sharif, Melbourne, Miami, New York-JFK, Osaka-Kansai, Osan, Sapporo-Chitose, Seoul-Incheon, Sharjah, Sydney, Toledo, Yerevan |
| Cargolux                                   | Abu Dhabi, Almaty, Amman-Queen Alia, Baku, Barcelona, Beirut, Budapest, Chicago-O'Hare, Columbus-Rickenbacker, Dammam, Doha, Dubai-International, Helsinki, Tp Hồ Chí Minh, Karaganda, Komatsu, London-Stansted, Los Angeles, Luxembourg, New York-JFK, Nuremberg, Riyadh, Singapore, Đài Bắc-Đào Viên, Upington |
| Cargolux Italia                            | Almaty, Dubai-International, Milan-Malpensa, Osaka-Kansai |
| Cathay Pacific Cargo                       | Anchorage, Bangkok-Suvarnabhumi, Bắc Kinh-Thủ đô, Calgary, Thành Đô, Chennai, Trùng Khánh, Columbus-Rickenbacker, Delhi, Dhaka, Dubai-Al Maktoum, Guadalajara, Hà Nội, Tp Hồ Chí Minh, Jakarta-Soekarno-Hatta, Manchester, Thành phố México, Mumbai, Sân bay quốc tế Osaka-Kansai, Penang, Seoul-Incheon, Thượng Hải-Phố Đông, Singapore, Sydney, Đài Bắc-Đào Viên, Sân bay quốc tế Tokyo-Narita, Hạ Môn               |
| China Airlines Cargo                       | Manila, Đài Bắc-Đào Viên |
| China Cargo Airlines                       | Thanh Đảo, Thượng Hải-Phố Đông |
| DETA Air JSC                               | Almaty |
| DHL Air UK                                 | Delhi, Leipzig/Halle |
| DHL Express vận hành bởi AeroLogic         | Leipzig/Halle |
| Emirates SkyCargo                          | Dubai-Al Maktoum |
| Ethiopian Airlines Cargo                   | Addis Ababa, Chennai |
| Etihad Crystal Cargo                       | Abu Dhabi, Chittagong, Delhi, Dhaka, Kabul, Sydney |
| EVA Air Cargo                              | Trùng Khánh, Thượng Hải-Phố Đông, Đài Bắc-Đào Viên |
| FedEx Express                              | Almaty, Anchorage, Delhi, Manila, Memphis, Osaka-Kansai, Paris-Charles de Gaulle, Seoul-Incheon, Đài Bắc-Đào Viên, Sân bay quốc tế Tokyo-Narita |
| Hong Kong Airlines Cargo                   | Bangkok-Suvarnabhumi, Dhaka, Hà Nội, Osaka-Kansai, Nam Ninh, Thượng Hải-Phố Đông, Singapore, Hạ Môn, Trịnh Châu |
| IAG Cargo vận hành bởi Qatar Airways Cargo | London-Heathrow |
| Kalitta Air                                | Anchorage, Astana, Bagram, Bahrain, Brussels, Chicago-O'Hare, Cincinnati, Columbus, Dallas/Fort Worth, Delhi, Dubai-Al Maktoum, Kabul, Kadena, Karachi, Khabarovsk, Los Angeles, Nagoya-Centrair, New York-JFK, Newark, Rio de Janeiro-Galeão, Seoul-Incheon |
| Korean Air Cargo                           | Seoul-Incheon |
| Lufthansa Cargo                            | Almaty, Bahrain, Frankfurt, Leipzig/Halle |
| Martinair Cargo1                           | Amsterdam, Chennai, Dubai-Al Maktoum, Kuwait, Mumbai |
| MASkargo                                   | Kuala Lumpur, Manila, Penang |
| Nippon Cargo Airlines                      | Osaka-Kansai, Tokyo-Narita |
| Polar Air Cargo                            | Anchorage, Bahrain, Campinas, Chicago-O'Hare, Cincinnati, Leipzig/Halle, Los Angeles, New York-JFK, Seoul-Incheon, Wilmington |
| Qantas Freight                             | Auckland, Cairns, Sydney |
| Qatar Airways Cargo                        | Doha |
| Saudia Cargo                               | Dammam, Jeddah, Riyadh, Thiruvananthapuram |
| SF Airlines                                | Ninh Ba, Hạ Môn |
| Shenzhen Donghai Airlines                  | Thành Đô, Shenzhen |
| Silk Way Airlines                          | Baku |
| Singapore Airlines Cargo                   | Anchorage, Sharjah, Singapore |
| Southern Air                               | Anchorage, Cincinnati, Leipzig/Halle, Los Angeles, Sharjah |
| TNT Airways                                | Dubai-International, Liège |
| Transmile Air Services                     | Anchorage, Johor Bahru, Kuala Lumpur, Riverside, Subang |
| Tri-MG Intra Asia Airlines                 | Cebu, Clark |
| Turkish Airlines Cargo                     | Almaty, Bishkek, Delhi, Sân bay quốc tế Istanbul-Atatürk |
| ULS Cargo                                  | Bangkok-Suvarnabhumi, Bắc Kinh-Thủ đô, Manila, Nagoya-Centrair, Osaka-Kansai, Penang, Seoul-Incheon, Thượng Hải-Phố Đông, Singapore, Đài Bắc-Đào Viên, Sân bay quốc tế Tokyo-Narita |
| UPS Airlines                               | Anchorage, Clark, Cologne/Bonn, Dubai-International, Honolulu, Louisville, Mumbai, Ontario, Osaka-Kansai, Philadelphia, Sapporo-Chitose, Seoul-Incheon, Singapore, Sydney, Đài Bắc-Đào Viên, Wilmington |
| Yangtze River Express                      | Thành Đô, Hàng Châu, Thanh Đảo, Thượng Hải-Phố Đông, Thiên Tân, Trịnh Châu |

1Martinair vận hành máy bay trong màu sơn KLM trên những tuyến bay này.

## Hoạt động
Sân bay này được điều hành bởi Cơ quan vận hành sân bay quốc tế Hong Kong - một cơ quan điều lệ thuộc sở hữu của Chính quyền Hong Kong. Cục Hàng không dân dụng (CAD) có trách nhiệm cung cấp dịch vụ kiểm soát giao thông, cấp giấy chứng nhận đăng ký máy bay dành riêng cho Hong Kong, giám sát các hãng hàng không về việc tuân thủ của họ với các Hiệp định song phương Air Services, và quy chế hoạt động hàng không dân sự nói chung.
Sân bay này có hai đường băng song song, cả hai đường băng đều có chiều dài là 3.800 m, rộng 60m, cho phép phục vụ các tàu bay thế hệ mới như Airbus A350, Boeing 787 Dreamliner hay thậm chí là Boeing 777X trong tương lai. Đường băng phía nam đã được đánh giá phương pháp tiếp cận chính xác Cat II, trong khi đường băng phía bắc được đánh giá đạt phương án tiếp cận Cat IIIA cao hơn, cho phép phi công tiếp đất trong tầm nhìn chỉ vỏn vẹn 200m. Hai đường băng phục vụ tối đa trên 60 chuyến bay/giờ. Hiện có 49 quầy ở phía trước phòng chờ hành khách đi máy bay, 28 quầy từ xa và 25 quầy hàng hóa. Một phòng chờ vệ tinh với 10 quầy phía trước đối với máy bay thân hẹp đã được đưa về phía bắc của phòng chờ chính vào cuối năm 2009, đưa số chỗ đõ máy bay tại sân bay lên thành 59 vị trí đỗ tàu bay.
Đây là sân bay bận rộn thứ 3 về giao thương hàng hóa và hành khách ở châu Á trong năm 2008, và bận rộn thứ hai thế giới về lượng hàng hóa thông qua trong năm 2008. Về giao thông bằng đường hàng không, sân bay bận rộn thứ ba trên thế giới cho giao thương hành khách và hàng hóa, hoạt động của sân bay này kể từ năm 1998. Hiện có 85 hãng hàng không quốc tế cung cấp khoảng 800 triệu hành khách theo lịch trình và các chuyến bay chở hàng hóa mỗi ngày giữa Hong Kong ở 150 điểm đến trên toàn thế giới. Thông tin về 76% những chuyến bay này được vận hành bởi máy bay động cơ phản lực thân rộng. Ngoài ra còn có mức trung bình của hành khách không theo lịch trình khoảng 31 chuyến và các chuyến bay chở hàng mỗi ngày.
Các hoạt động của dịch vụ hàng không theo lịch trình đến và đi từ Hong Kong là tạo điều kiện đi lại bằng đường hàng không cũng như dịch vụ thỏa thuận giữa Hong Kong và các nước khác. Kể từ khi mở HKIA, Chính quyền Hong Kong đã thực hiện chính sách tiến bộ tự do hóa dịch vụ hàng không với mục đích thúc đẩy sự lựa chọn của người tiêu dùng và tính cạnh tranh cao. Nhiều hãng hàng không với chi phí thấp đã bắt đầu các tuyến đường khác nhau trong khu vực để cạnh tranh đầu vào với đầy đủ dịch vụ vận chuyển trên các đường bay tầm trung và trung xa.
Đề xuất xây dựng một đường băng thứ ba đã được nghiên cứu khả thi và tham vấn đúng lịch trình nhưng sẽ rất tốn kém vì sân bay liên quan đến việc khai hoang thêm từ vùng nước sâu, và chi phí xây dựng đường băng thứ ba tăng cao như chi phí xây dựng toàn bộ sân bay. Mặt khác, tồn tại chỉ có một đường hàng không giữa Hong Kong và Trung Hoa. Điều này thường là tuyến đường duy nhất và dễ dàng làm sao nhãng công việc của kiểm soát không lưu gây ra sự chậm trễ cho cả hai bên. Ngoài ra, Trung Quốc còn yêu cầu máy bay bay tuyến đường hàng không duy nhất giữa Hong Kong và đại lục phải ở độ cao ít nhất là 15.000 feet. Cuộc đàm phán đang được tiến hành để thuyết phục quân đội Trung Quốc hạn chế không phận của mình trong quan điểm về ùn tắc giao thông xấu đi dần ảnh hưởng đến chất lượng không khí của sân bay. Hong Kong là Cảng Hàng không quốc tế duy nhất đang hợp tác với các sân bay khác trong khu vực để làm giảm lưu lượng khí thải trong tương lai, Thâm Quyến có thể hoạt động như một sân bay khu vực, trong khi Hong Kong nhận được tất cả các chuyến bay quốc tế.

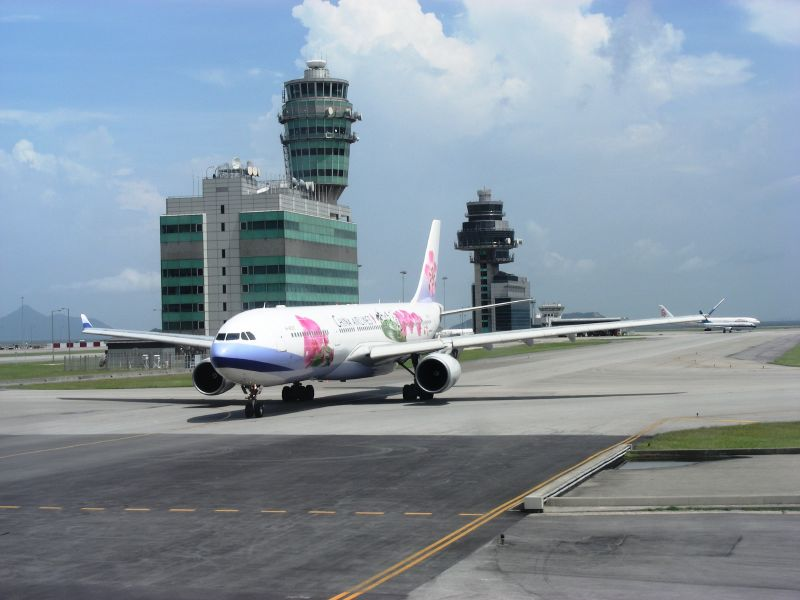
Một trạm kiểm soát không lưu sân bay và hãng China Airlines đẩy không tải máy bay Airbus

## Nhân lực
Hiện tại theo thống kê có khoảng trên 60.000 người là nhân lực chính duy nhất để điều hành sân bay Hong Kong 🇭🇰ở cả trong và ngoài sân bay này.

## Phục vụ
Bên trong sân bay quốc tế Hong Kong có bến xe điện phục vụ khách đi lại từ nhà ga này sang nhà ga khác ở sân bay trong trường hợp đặc biệt.Ngoài ra ở phòng chờ chuyến bay,có quầy bar phục vụ khách và mạng internet wireless phục vụ khách hàng có như cầu truy cập internet (có cả ở phòng chờ hạng thương gia).
Ở nhà ga T1 và T2,có quầy hàng lưu niệm phục vụ khách có nhu cầu mua các sản phẩm lưu niệm ở Hong Kong và một vài nơi khác ở Trung Quốc.Các cửa ra máy bay đều có nhân viên phục vụ rất chu đáo và tận tình.
Sân bay quốc tế Hong Kong là sân bay lớn nhất và duy nhất của Hong Kong tính đến thời điểm hiện tại, phục vụ hơn 40 triệu hành khách trong và ngoài lãnh thổ Hong Kong 🇭🇰 và 3 triệu tấn hàng hóa/năm. Sân bay này có số lượng chuyến bay cất/hạ cánh lên tới hơn 210.112 lần.Sân bay còn có phục vụ xe lăn và dụng cụ đặc biệt dành riêng cho người khuyết tật.

## Thư viện hình

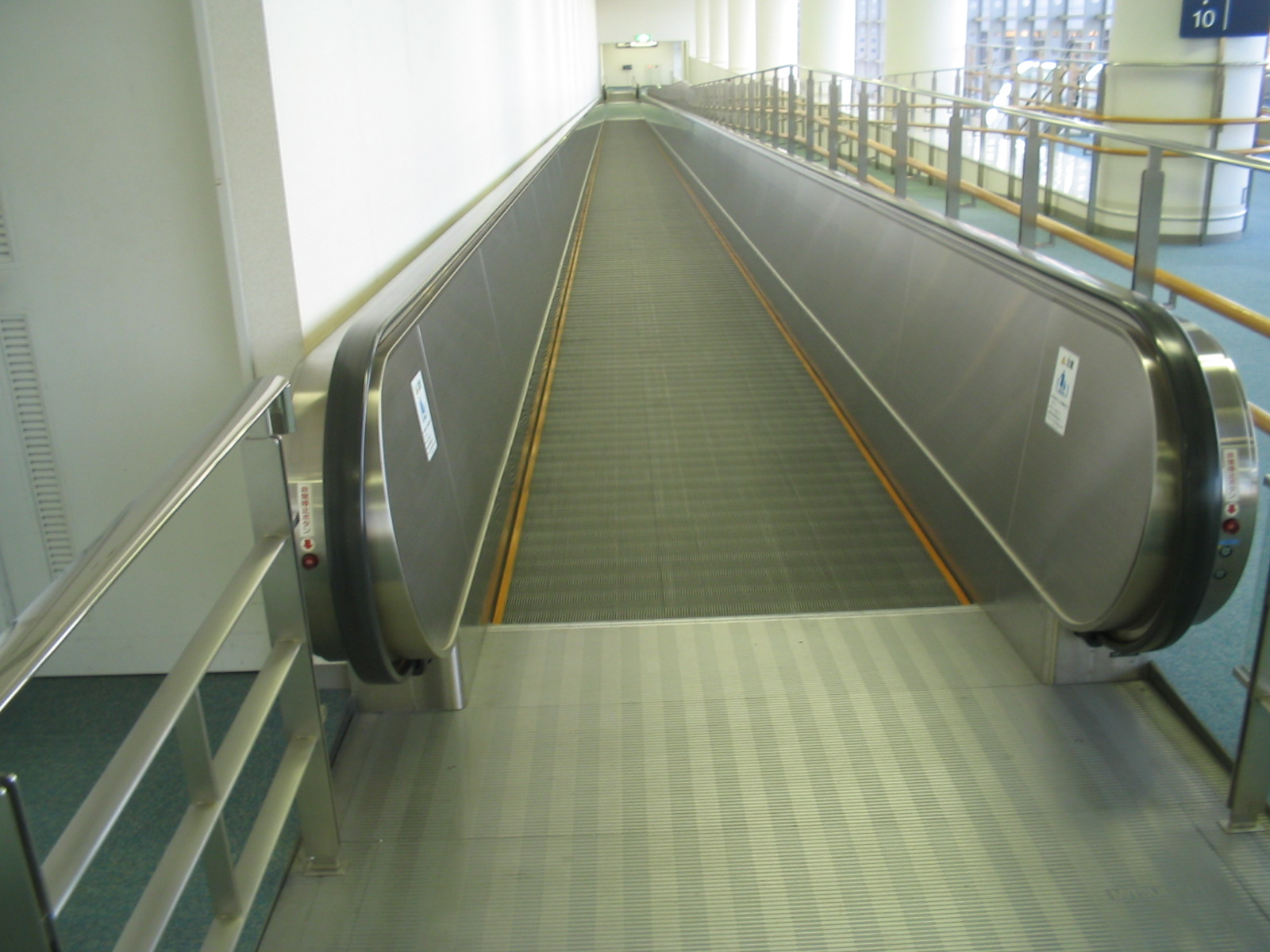
Một cầu thang cuốn ở sân bay quốc tế Hong Kong 🇭🇰
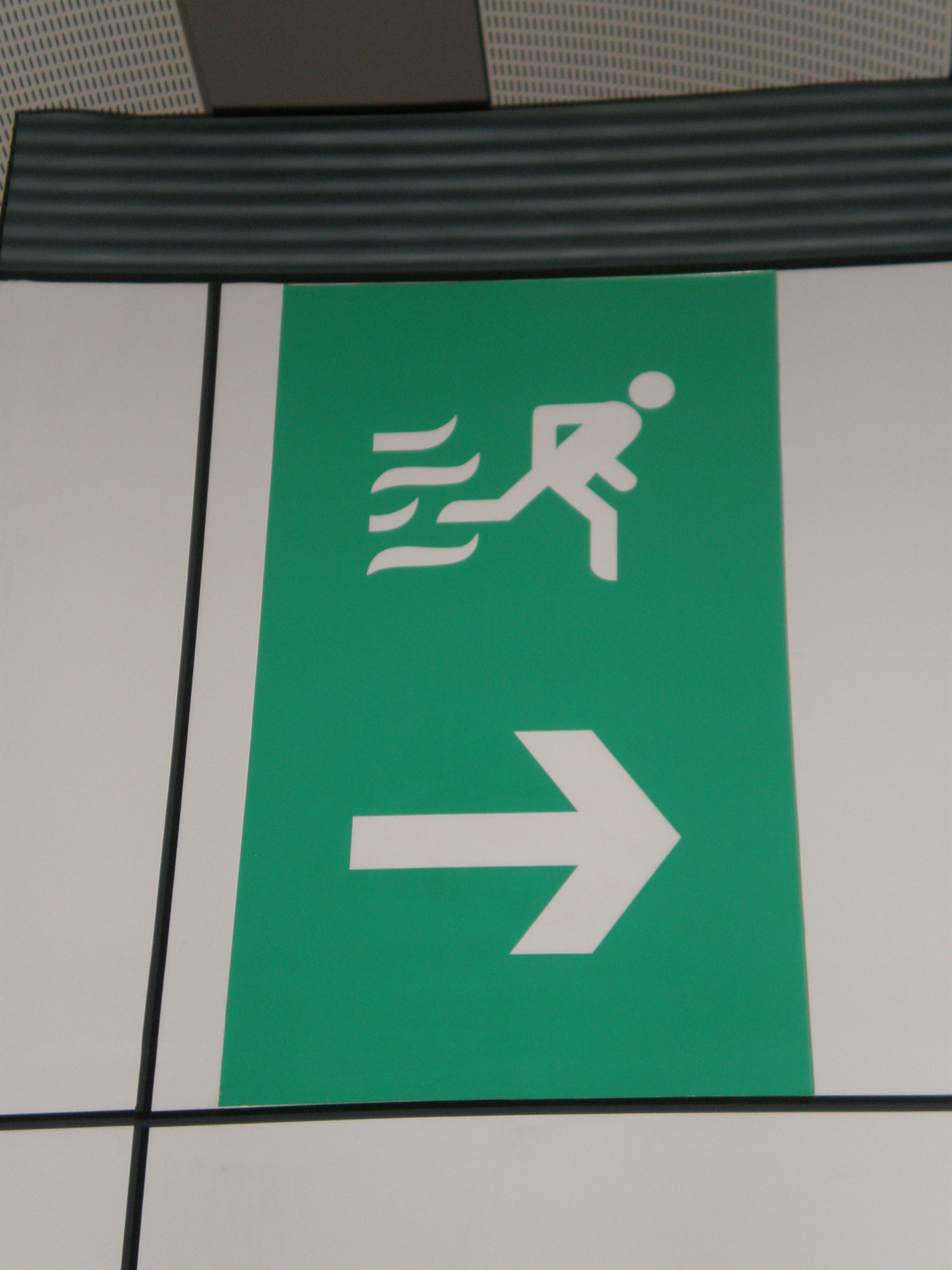
Bảng chỉ dẫn
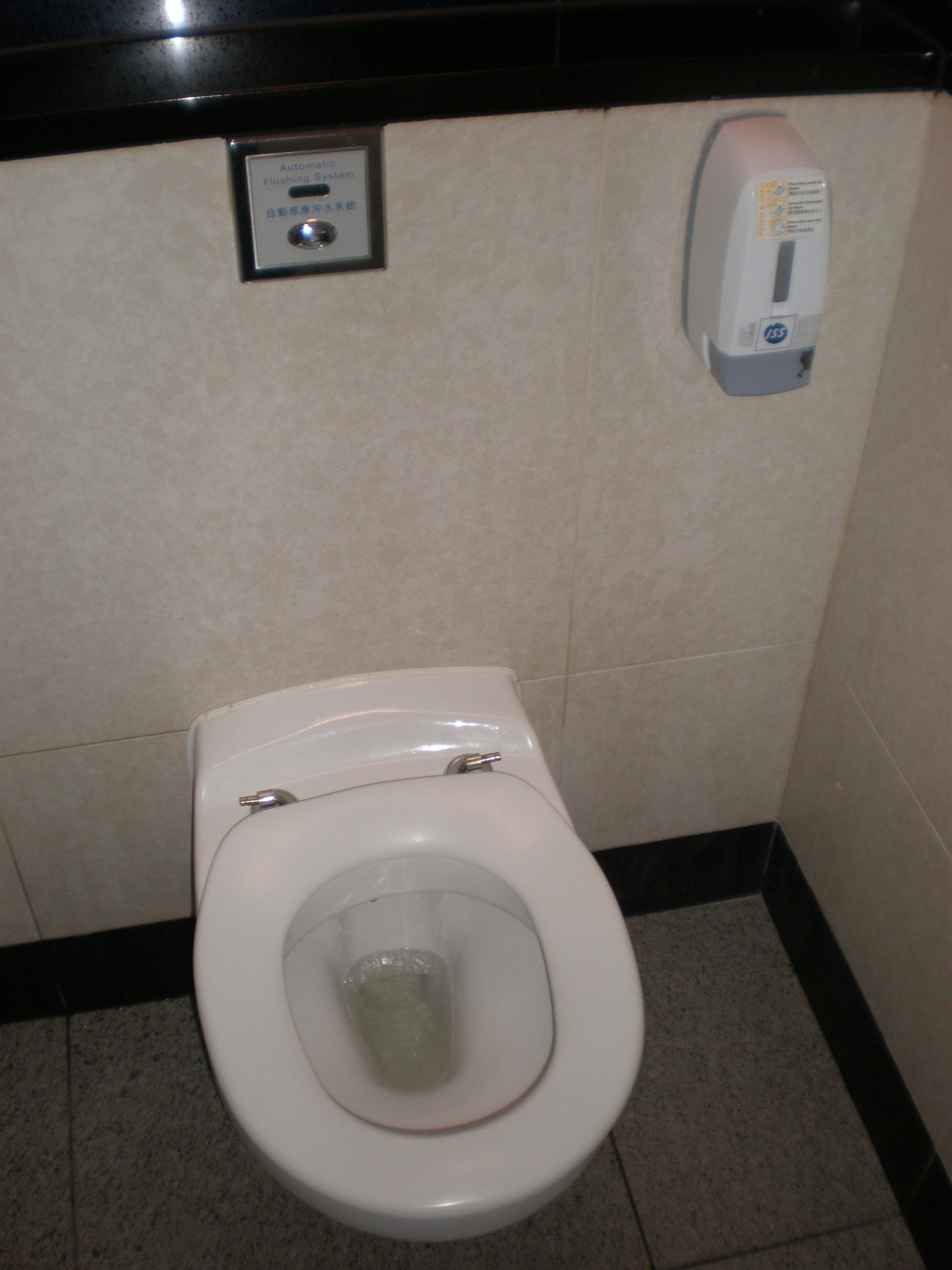
Nhà vệ sinh trong sân bay(khu nhà ga hành khách)
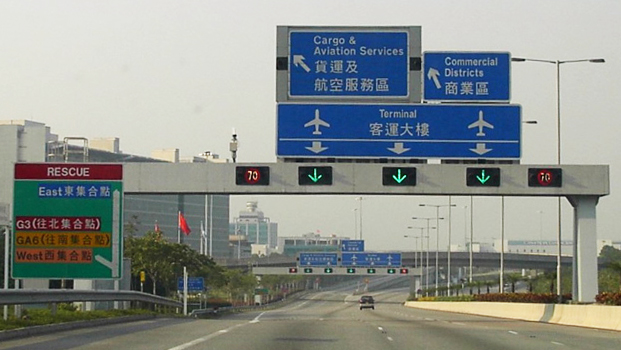
Bảng chỉ dẫn trên đường đến sân bay Hong Kong 🇭🇰
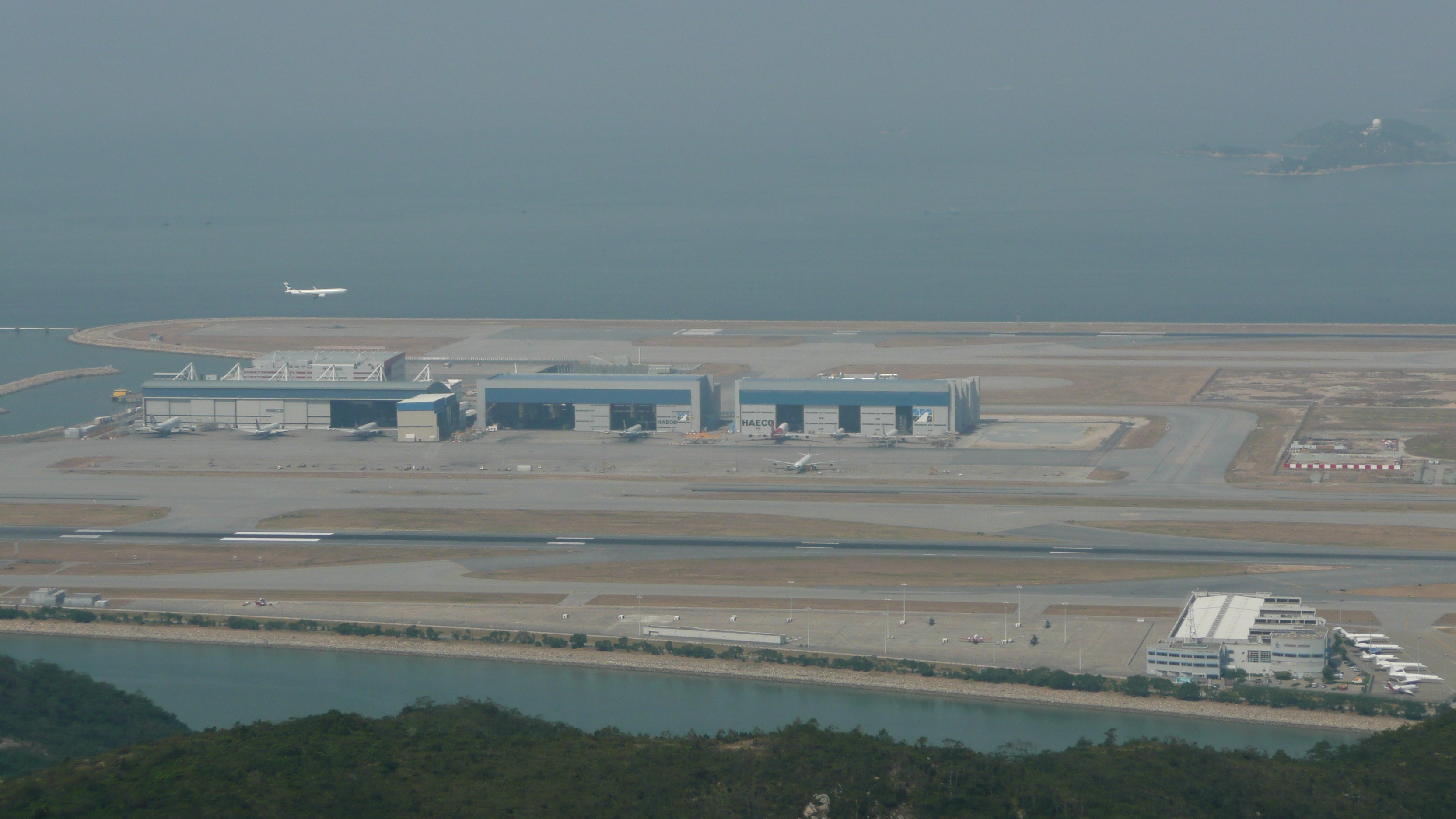
Quang cảnh đường băng sân bay Hong Kong 🇭🇰
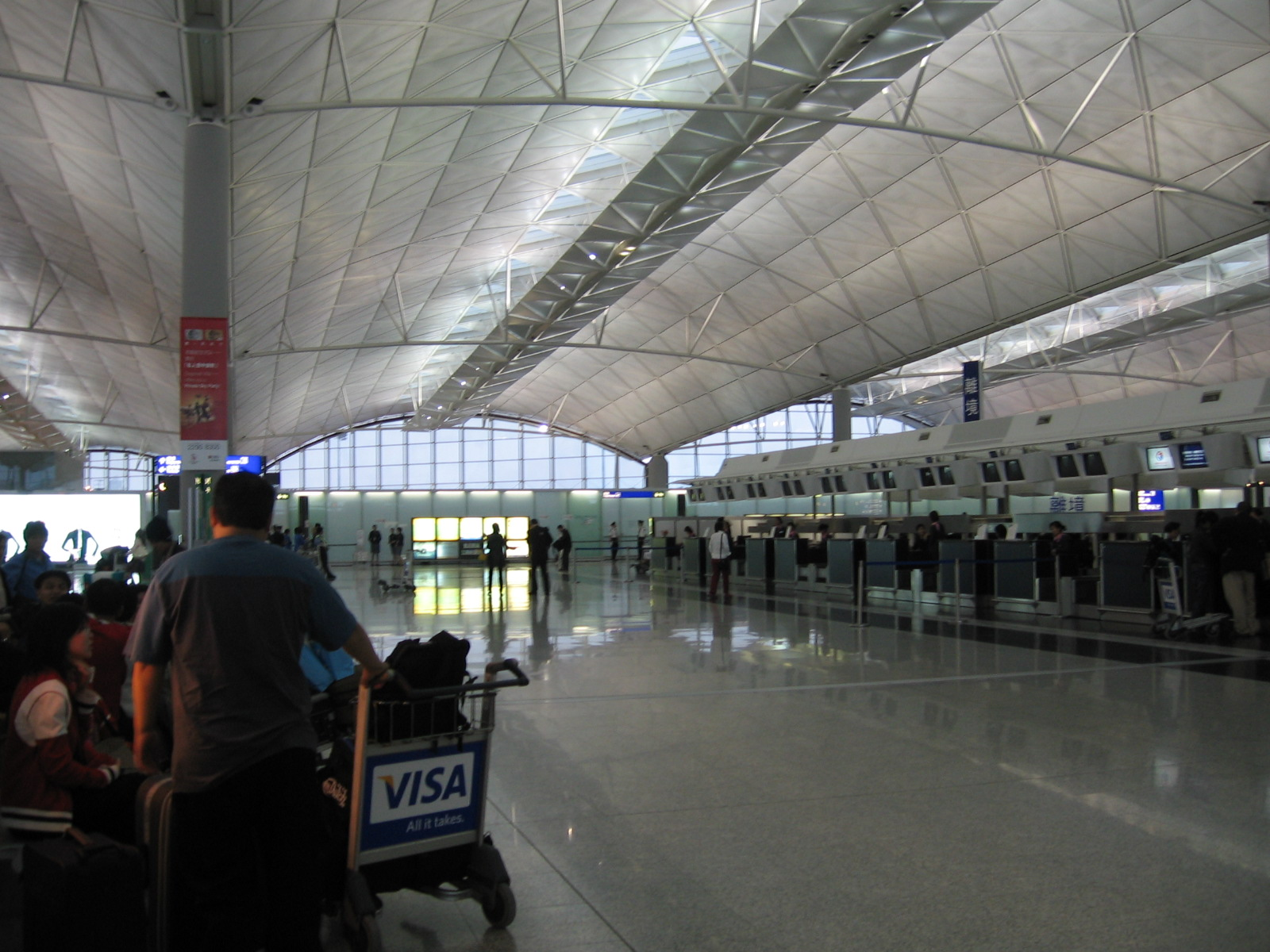
Khu vực làm thủ tục
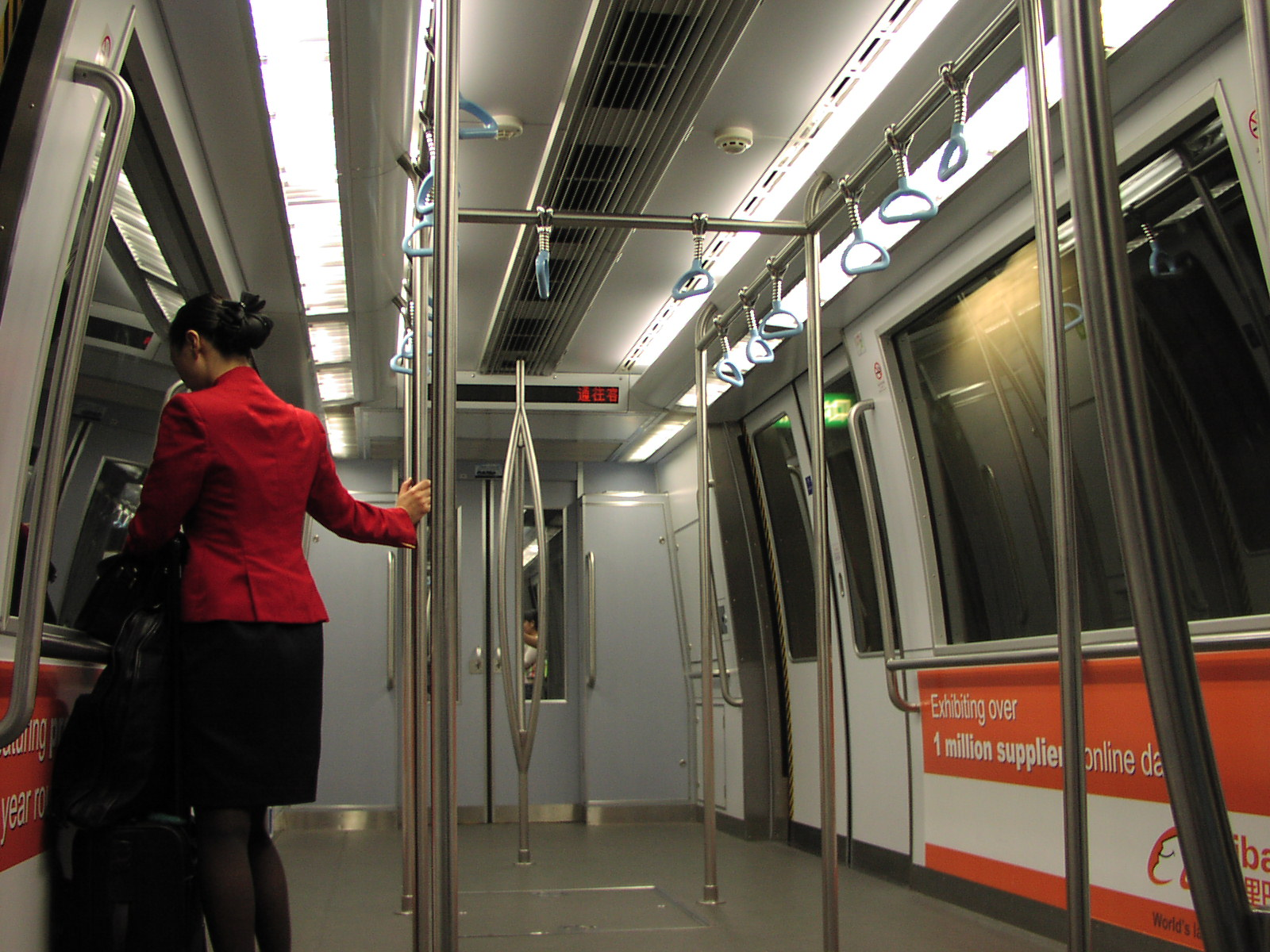
Bên trong một chiếc xe điện sân bay Hong Kong 🇭🇰
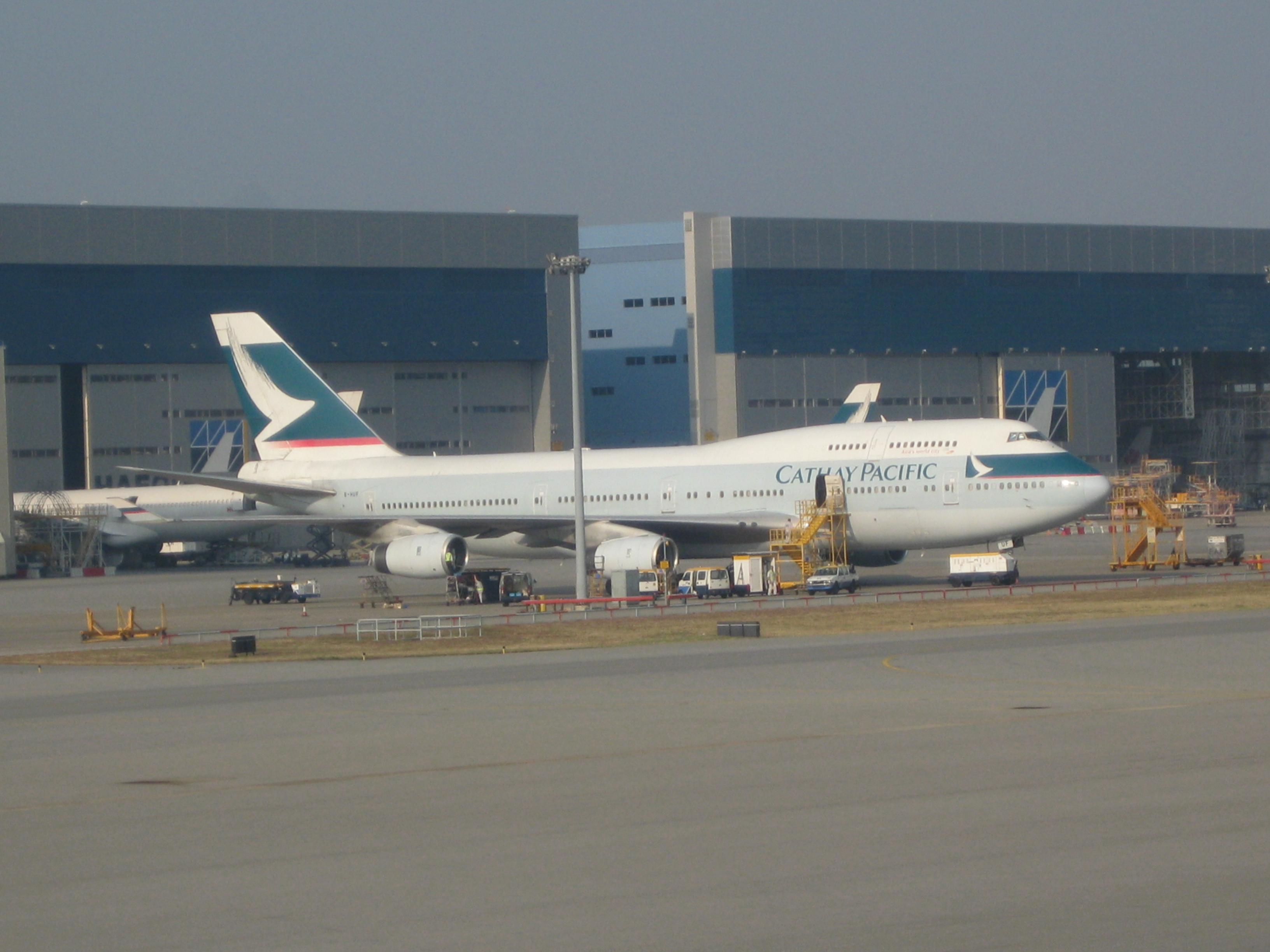
Chiếc máy bay Boeing 747-300 của Cathay Pacific
Máy bay Airbus A320 của hãng hàng không Dragon AirMáy bay Airbus A320 của hãng hàng không Dragon Air
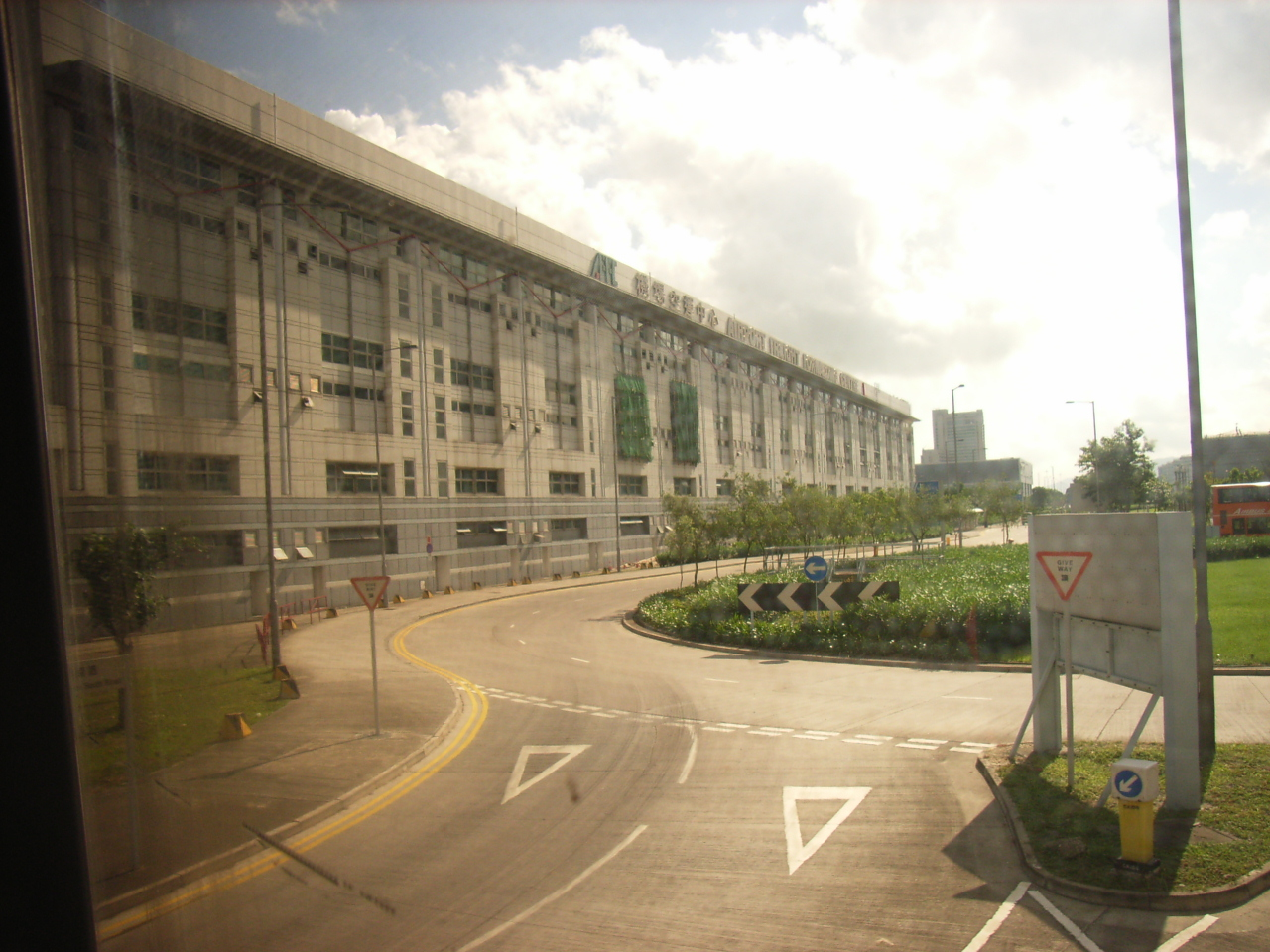
Lối ra vào sân bay Hong Kong 🇭🇰
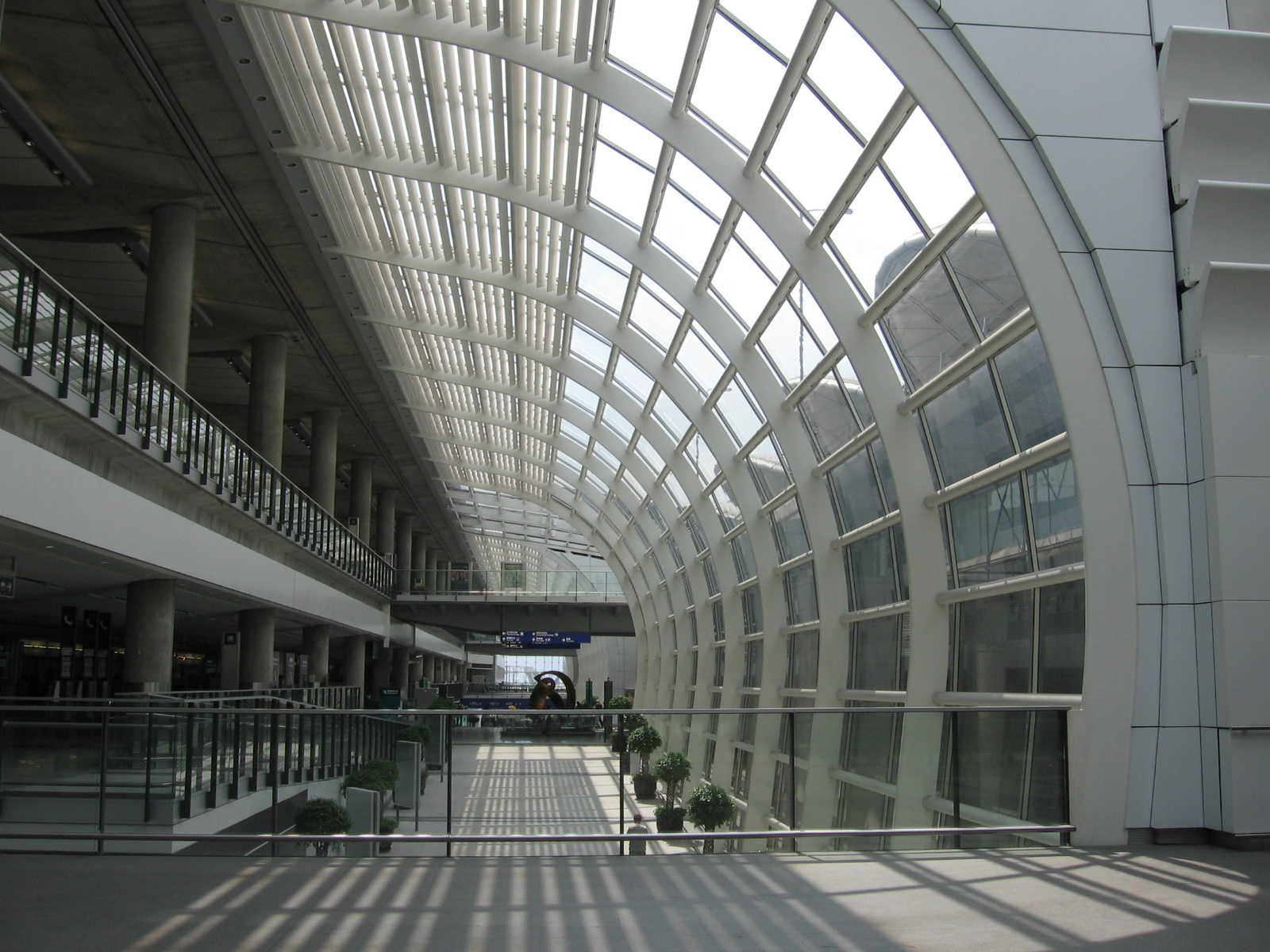
Hành lang của sân bay Hong Kong 🇭🇰
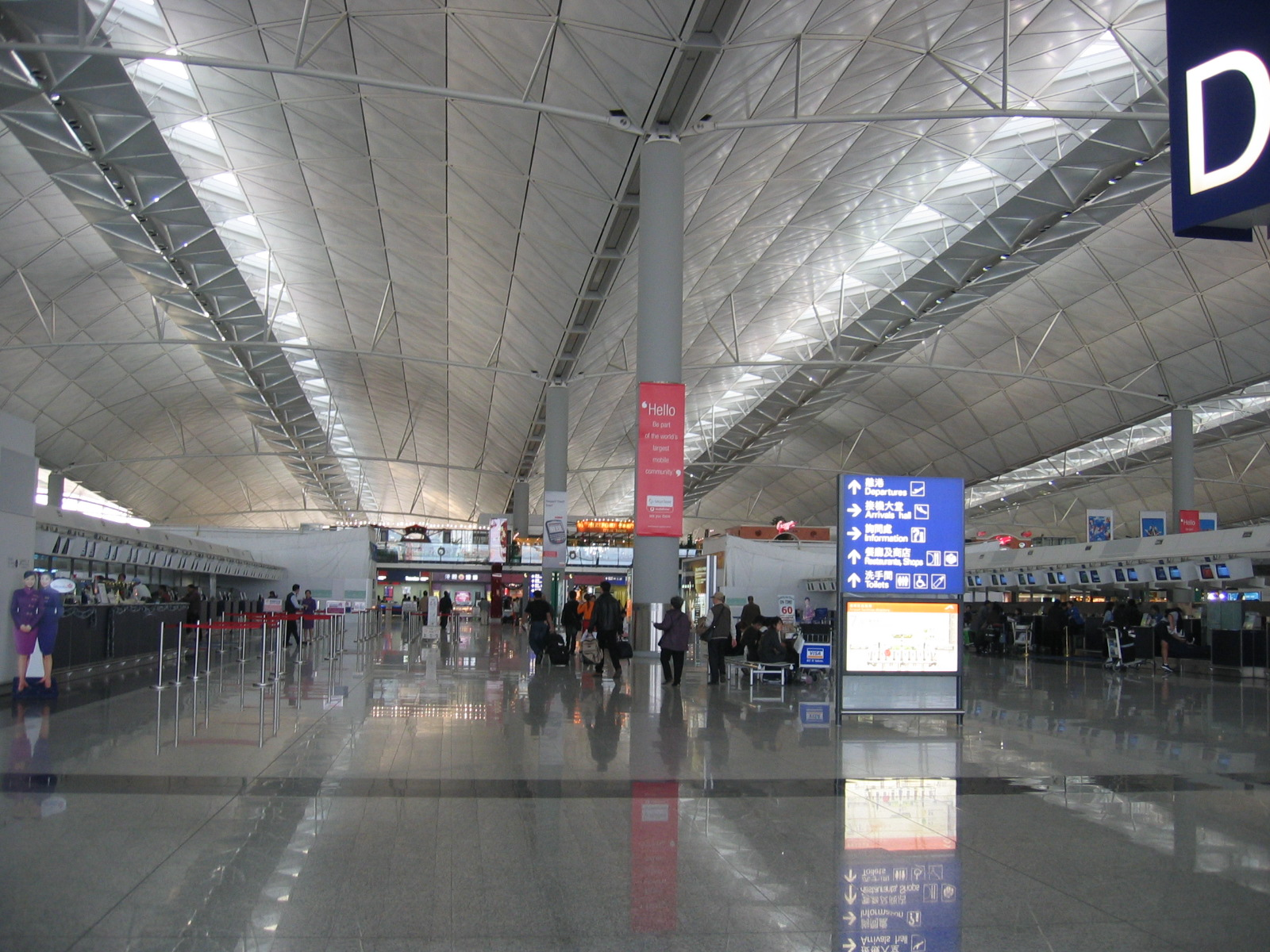
Sảnh D của sân bay quốc tế Hong Kong 🇭🇰.

## Giải thưởng
Lưu ý: Một số tên dòng giải thưởng bắt đầu là tên nước / tên tổ chức.
- Sân bay tốt nhất AETRA Toàn cầu (2005)
- Air Cargo News Sân bay vận tải hàng hóa của năm (2002-2003)
- Air Cargo World Air Cargo xuất sắc (2007)
- Nghiên cứu Xã hội Vận tải Hàng không châu Á Thái Bình Dương hiệu quả xuất sắc, giải thưởng Sân bay (2007)
- Sân bay quốc tế Hội đồng sân bay tốt nhất thế giới (2007-2008)
- Asiaweek Sân bay châu Á xuất sắc nhất (2000)
- Hiệp hội thép Xây dựng Anh, các Viện và thép xây dựng kết cấu thép của Anh, giải thưởng Thiết kế thép (1999)
- Kinh doanh du lịch sân bay tốt nhất tại Trung Quốc (2006-2007)
- Trung tâm Hàng không châu Á Thái Bình Dương CAPA Sân bay quốc tế của năm (2007)
- World's Best Conde Nast Traveller Sân bay (2007)
- Xây dựng công nghiệp Hiệp hội các nhà sản xuất CONEXPO-CON/AGG '99 Top 10 thành tựu xây dựng của thế kỷ 20 - Airport Core Programme (1999)
- Liên đoàn các Hiệp hội châu Á Thái Bình Dương Aircargo Sân bay thân thiện nhất đối với vận tải hàng hóa (2005)
- Hong Kong Viện Kiến trúc sư Huy chương Bạc cho Kiến trúc (1999)
- Hong Kong Viện Kế toán Công chứng Diamond Chung - Quản trị Doanh nghiệp xuất sắc nhất Giải thưởng Công bố (năm 2004)
- Hiệp hội Vận tải Hàng không Quốc tế (IATA), giải thưởng Eagle (2002)
- Raven Fox Excellence Award cho Du lịch-bán lẻ ở châu Á / Thái Bình Dương (1999-2000)
- Skytrax Sân bay tốt nhất thế giới (2001-2005, 2007-2008)
- Sân bay tốt nhất SmartTravelAsia.com Toàn cầu (2006-2007)
- TravelWeekly Sân bay quốc tế xuất sắc nhất (2007)
- Cơ sở vật chất TravelWeeklyChina Sân bay tốt nhất (2006)
- TTG Sân bay tốt nhất (2002, 2004-2008; khảo sát đã không được tổ chức vào năm 2003 do SARS)
- WTA World Travel Awards châu Á / Thái Bình Dương về sân bay hàng đầu (2000)